# Rajd Kormoran 2002
Rajd Kormoran 2002 – 28. edycja Rajdu Kormoran. Był to rajd samochodowy rozgrywany od 28 do 29 czerwca 2002 roku. Była to piąta runda Rajdowych Samochodowych Mistrzostw Polski w roku 2002. Rajd składał się z dziesięciu odcinków specjalnych. 

## Wyniki końcowe rajdu[1]
| Miejsce | Kierowca               | Pilot              | Samochód                 | Czas      | Strata   | Grupa Klasa |
| ------- | ---------------------- | ------------------ | ------------------------ | --------- | -------- | ----------- |
| 1       | Leszek Kuzaj           | Erwin Mombaerts    | Peugeot 206 WRC          | 1:23:44.6 | -        | A8          |
| 2       | Krzysztof Hołowczyc    | Łukasz Kurzeja     | Seat Cordoba WRC Evo3    | 1:25:23.6 | +1:39.0  | A8          |
| 3       | Tomasz Kuchar          | Maciej Szczepaniak | Toyota Corolla WRC       | 1:25:34.7 | +1:50.1  | A8          |
| 4       | Tomasz Czopik          | Łukasz Wroński     | Mitsubishi Lancer Evo VI | 1:30:01.5 | +6:16.9  | N4          |
| 5       | Michał Sołowow         | Emil Horniaček     | Mitsubishi Lancer Evo VI | 1:32:12.3 | +8:27.7  | N4          |
| 6       | Mariusz Stec           | Witold Bogdański   | Mitsubishi Lancer Evo VI | 1:35:54.9 | +12:10.3 | N4          |
| 7       | Marcin Biernacki       | Krzysztof Gęborys  | Mitsubishi Lancer Evo VI | 1:38:26.6 | +14:42.0 | N4          |
| 8       | Grzegorz Grzyb         | Maciej Wilk        | Peugeot 206 XS           | 1:39:03.9 | +15:19.3 | RPP         |
| 9       | Maksymilian Kilanowski | Rafał Bożek        | Peugeot 206 XS           | 1:39:46.4 | +16:01.8 | RPP         |
| 10      | Łukasz Szterleja       | Marek Lisicki      | Peugeot 206 XS           | 1:40:28.6 | +16:44.0 | RPP         |